# سو كياو كياو
سو كياو كياو (بالبورمية: စိုးကျော်ကျော်)‏ هو لاعب كرة قدم ميانماري في مركز الهجوم، ولد في 16 فبراير 1990. شارك مع منتخب ميانمار لكرة القدم. أما مع النوادي، فقد لعب مع نادي آياياوادي يونايتد ونادي ياداناربون.